# 33522 Chizumimaeta
33522 Chizumimaeta è un asteroide della fascia principale. Scoperto nel 1999, presenta un'orbita caratterizzata da un semiasse maggiore pari a 2,2765907 UA e da un'eccentricità di 0,0786419, inclinata di 7,50110° rispetto all'eclittica.